# MHDYS
MHDYS (prononcé Mehadeyis par les historiens) (vers 350) est un roi aksoum.
Selon Jacqueline Pirenne il est chrétien et règne vers 425-450. 